# Shen Si
Shen Si (申思S, Shēn SīP; Shanghai, 1º maggio 1973) è un ex calciatore ed ex giocatore di calcio a 5 cinese, di ruolo centrocampista.

## Carriera
Shen ha disputato il FIFA Futsal World Championship 1996 in cui la nazionale cinese di calcio a 5 è stata eliminata nel girone del primo turno comprendente Paesi Bassi, Russia e Argentina.
Il 24 marzo 2012 diventa di pubblico dominio la notizia che è stato arrestato insieme ad altri tre connazionali per aver truccato la partita Shanghai International-Tianjin Teda (1-2) del campionato cinese 2003.

## Palmarès

### Calcio

#### Club

##### Competizioni nazionali
- Campionato cinese: 1

Shangai Shenhua: 1995
- Coppa della Cina: 1

Shanghai Shenhua: 1998
- Supercoppa di Cina: 2

Shanghai Shenhua: 1996, 1999